# 中国革命共产党
中国革命共产党，简称中革共，又称十月评论社，是一个马克思主义、列宁主义、托洛茨基主义的政党，为第四国际中国支部，目前的活动范围仅局限于中国香港、繼續出版《十月评论》雜誌。

## 历史
1931年5月1日至3日，在托洛茨基及国际左翼反对派催促下，无产者社、中国布尔什维克列宁主义反对派、十月社和战斗社等4个中国托派组织在上海召开统一大会，成立“中国共产党左派反对派”。1935年1月，托洛茨基派代表格拉斯（中文名李福仁）来上海活动了一年多。召开代表会议。史朝生等人把“中国共产党左派反对派”改名为“中国共产主义同盟”。
1948年9月，以彭述之为首的中国共产主义同盟多数派“新斗争派”在上海召开全國第三次代表大會，宣布将组织改组为“中国革命共产党”，并选举产生了以彭述之为书记的中央机构。中国革命共产党成立时，有党员350人。不久，彭述之等人避居香港，中国革命共产党领导机关随之迁移。
1950年10月6日，留在中国大陆的中国革命共产党重要成员尹宽遭逮捕，后长期被关押于上海提篮桥监狱。
1974年初，中国革命共产党创办了《十月评论》杂志，开始以“十月评论社”名义公开活动。1977年，该党拒绝参与香港各托派组织的整合，引发内部分裂，党内的“统一派”脱党并入革命马克思主义者同盟。1985年，中国革命共产党开始参与香港区议会选举。1985年至2003年，中国革命共产党党员陈昌曾五次当选观塘区议会议员。

## 議員

### 区议会議員[來源請求]

#### 2003年至2007年
| 區議會 | 代号 | 選區 | 姓名 | 備註           |
| ------ | ---- | ---- | ---- | -------------- |
| 观塘區 | J18  | 平田 | 陈昌 | 未申报政治联系 |

#### 1999年至2003年
| 區議會 | 代号 | 選區 | 姓名 | 備註           |
| ------ | ---- | ---- | ---- | -------------- |
| 观塘區 | J18  | 平田 | 陈昌 | 未申报政治联系 |

#### 1991年至1994年
| 區議會 | 選區   | 姓名 |
| ------ | ------ | ---- |
| 观塘區 | 蓝田北 | 陈昌 |

#### 1988年至1991年
| 區議會 | 選區   | 姓名 |
| ------ | ------ | ---- |
| 观塘區 | 蓝田北 | 陈昌 |

#### 1985年至1988年
| 區議會 | 選區   | 姓名 |
| ------ | ------ | ---- |
| 观塘區 | 蓝田北 | 陈昌 |

## 选举

### 区议会选举
| 選舉 | 民選得票 | 民選得票比例 | 民選議席 | 委任議席 | 當然議席 | 總議席  | +/- | 备注               |
| 1985 | 1,909    | 0.28%        | 1        | 0        | 0        | 1 / 237 | 1 ▲ |                    |
| 1988 | 1,532 ▼  | 0.24% ▼      | 1        | 0        | 0        | 1 / 264 | 0 ━ |                    |
| 1991 | 2,382 ▲  | 0.56% ▲      | 1        | 0        | 0        | 1 / 441 | 0 ━ |                    |
| 1999 | 1,896 ▼  | 0.23% ▼      | 1        | 0        | 0        | 1 / 519 | 0 ━ | 作为独立候选人参选 |
| 2003 | 1,738 ▼  | 0.17% ▼      | 1        | 0        | 0        | 1 / 529 | 0 ━ | 作为独立候选人参选 |
| 2007 | 1,113 ▼  | 0.10% ▼      | 0        | 0        | 0        | 0 / 534 | 1 ▼ | 作为独立候选人参选 |

### 已停止舉辦的選舉

#### 立法局選舉
| 選舉 | 民選得票 | 民選得票比例 | 地方選區議席 | 功能界別議席 | 總議席 | +/- |
| 1991 | 3,431    | 0.25%        | 0            | 0            | 0 / 60 | 0 ━ |